# St. Mauritius (Frickenweiler)

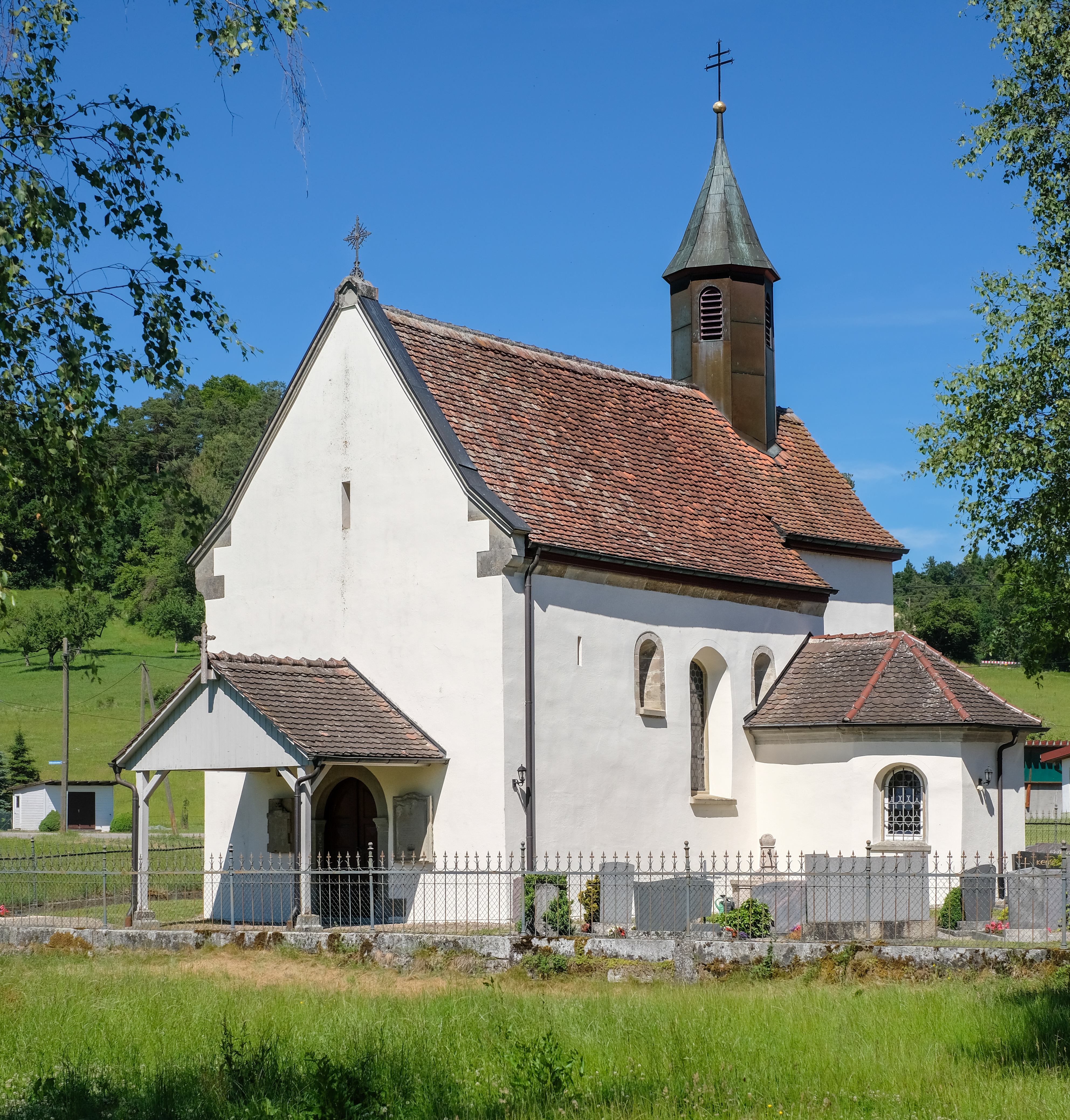
St. Mauritius (2017)

St. Mauritius ist eine katholische Pfarrkirche im zum Stadtteil Mahlspüren im Tal gehörenden Weiler Frickenweiler der Stadt Stockach im baden-württembergischen Landkreis Konstanz in Deutschland.

## Geschichte
Die 1589 dem heiligen Mauritius geweihte Pfarrkirche lässt sich seit 1275 nachweisen. Dem Dekanat Deutwang/Stockach unterstehend bildete sie mit den Höfen Einöde, Hildegrund, Sonnenberg und Streichen ein Kirchspielverband.
1366 und nach 1463 hatten die Herren von Jungingen den Kirchensatz. Ende des 16. Jahrhunderts war er im Besitz der Herrschaft Neuhohenfels, die die Pfarrei mit Deutschordenspriestern besetzte. Von 1810 bis 1918 wurden die Geistlichen von den badischen Großherzögen eingesetzt.
Seit 1815 verfügt die Pfarrei Frickenweiler über keinen eigenen Geistlichen mehr und wird heute von der Seelsorgeeinheit Hohenfels aus betreut.

## Architektur und Ausstattung
Die heutige, in ihrem Mauerwerk auf die romanische Zeit zurückgehende Pfarrkirche St. Mauritius ist eine flachgedeckte Saalkirche mit eingezogenem Rechteckchor und einem Sakristeianbau an der Südseite. Der Eingang im Westen wird von einem Vorzeichen abgedeckt, über dem Chor erhebt sich ein Dachreiter. 
Im Chorraum steht ein aus Stahringen stammender Hochaltar der Régencezeit, auf ihm eine Statue des heiligen Mauritius. Das Altarbild zeigt den heiligen Einsiedler Antonius, den Wüstenheiligen Onophrios und den heiligen Leonhard.

### Geläut
Im Glockenstuhl hängen zwei von der Konstanzer Glockengießerei Rosenlächer gefertigte Glocken, die ausschließlich von Hand zu läuten sind:
- Gussjahr: 1776; Gewicht: 150 kg; Durchmesser: 620 mm; Nominal/Schlagton: e’’ -2; Gießer: Leonhard Rosenlecher III.
- Gussjahr: 1874; Gewicht: 060 kg; Durchmesser: 465 mm; Nominal/Schlagton: a’’ +4; Gießer: Carl Rosenlecher (1835–1901).

## Patrozinium
Das Patrozinium der Kapelle wird am 22. September gefeiert.